# Богословие
Богословие или теология [от θεολογία (теологиа) на гръцки: θεος (теос) – бог; λογος (логос) – слово] е съвкупност от религиозни доктрини за същността и Божието слово и учение, което се основава на текстове, приети за Свещено откровение.

## В религиозните учения

### Християнско богословие
Ако понятието се разшири, богословието може да се определи като наука, изучаваща религиозни теми. Думата „богословие“ първоначално се среща през античността в Древна Гърция и се отнася до пеенето и разказването на истории за боговете. Най-старото свидетелство за използването на това митично разбиране на понятието е при Платон („Държавата“, 379). Често под тази дума се разбира християнската теология. Теологията е разглеждана също като подразделение на философията.
В още по-общ смисъл терминът се отнася до изучаване на множество религиозни въпроси. Богословът е човек, който е изучен в богословието.

### Юдейско богословие
В юдаизма богът е едновременно трансцендентен, единствен и непознаваем. Общението с него се осъществява само посредством Талмуда, Тората и приложените към тях коментари. Талмудът е съставен с усилията на няколко стотици, дори хиляди тълкуватели, старателно размишлявали в продължение на векове, продължаващо и днес – 15 века след написването му.

### Ислямско богословие
Теологията на исляма се основава на откровенията на Мохамед, записани в Корана за съществуването на Твореца Аллах – единствен, всезнаещ и всемогъщ. Основани са редица богословски школи въз основа на системи на мислене, които водят спорове помежду си. Първите теологични текстове са записани в Каламата през II век на хеджира от мотазилитите, които познават гръцката мисъл. Те стигат до необходимостта да поставят въпросите за единството на бога, за сътворението на света, за връзките между създателя и създанието, както и за злото и за свободната воля.
- Хадисоведение – знание на хадисите
- Фикх – ислямско правоведение: познание за законите на шариата и мазхаба
- Суфизъм основан върху мистиката и ислямската езотерика.

## История на термина
Терминът теология се използва в класическата гръцка литература със значението на „беседа за боговете и космологията“. Аристотел разделя теоретичната философия на математика, физика и теология, като последното се отнася най-общо до съвременния термин метафизика, която според Аристотел включва дискусия за природата на божественото.
Латинският писател Варон, основавайки се на гръцки източници, разделя този вид дискусия на 3 форми:
- метафизическа (отнасяща се до боговете от гръцката митология);
- рационална (философски анализ на боговете и космологията);
- гражданска (отнасяща се до обичаите и отговорностите в религиозния живот).

Терминът започва да се използва от християнските писатели. Той се среща в някои библейски ръкописи в заглавието на книгата „Откровение“ („Apokalupsis Ioannou tou Theologou“) или „Откровението на Йоан Богослов“. Тук има разлика в значението на корена „логос“ в смисъл не на „причина“, „основание“, „аргумент“, а на „слово“ или „послание“. Ho „theologos“ тук означава, че авторът на Откровението ни представя послания или слова, които Бог говори. „Богослов“ тук не се използва в съвременния смисъл.
В съвременен смисъл терминът „богословие“ или „теология“ се отнася както до дискусия за природата на бога или на религиозна тема, така и до академичното изучаване (в университети, семинарии и т.н.) на ученията на християнството или която и да е друга религия. В тесен смисъл терминът се използва и за взаимоотношенията и контрастите между разните религии (обикновено този дял от познанието се нарича „сравнителна религия“ или „сравнително религиознание“).

## Класификация
Богословието може да се раздели по няколко признака. Част от класификацията е породена от изучаването на християнската религия, но може да се отнесе и до други религии.

### В християнското богословие
- Библейско богословие – изследва идеите намиращи се в Библията (Свещеното Писание на Стария и Новия завет);
- Екзегетично богословие – изследва тълкуванието на библейския текст;
- Сравнително религиознание – изследва общите теми между различни религиозни традиции
- Историческо богословие – изследва интелектуалната история на ученията (догмите, доктрините)
- Нравствено богословие – изследва нравствеността в религиозния живот
- Патрология и патристика – изучават живота и ученията църковните отци.
- Практическо богословие или още като приложно богословие – изучава практическите приложения на богословските истини. Включва пастирско богословие, омилетика, литургика, християнска педагогика, църковно право, християнско изкуство, църковна музика и други дисциплини.
- Систематично богословие – систематичирано изложение на основните учения на дадена религия. В християнството понякога се прави разлика между догматика или догматическо богословие и християнска доктрина – догмата се възприема като човешкото разбиране на истината за разлика от учението или доктрината, която се възприема като първична дадена ни от Бога в Св. Писание.

### Според богословския метод
- Апофатическо богословие – за Бог се говори чрез форми на отрицание (невидим, неделим, нетварен, неизменим и т.н.)
- Катафатическо богословие – за Бог се говори чрез форми на утвърждение (противно на апофатическото богословие)
- Диалектическо богословие – използва хегеловия метод на теза, антитеза и синтеза

## Движения в богословието
- Фундаменталистко богословие – буквално възприемане на Св. Писание
- Ортодоксално богословие – богословието възприето от църквата през вековете и дефинирано на вселенските църковни събори
- Консервативно богословие – историко-граматическо възприемане на Св. Писание според формата на текста
- Либерално богословие – митологично възприемане на Св. Писание. Св. Писание тук не се възприема като история, а като общозначим мит.
- Неоортодоксално богословие – Св. Писание се възприемо като нравствено и доктринално вярно, но исторически недостоверно.
- Икуменическо богословие – свързано с идеята за обединение на християнскиге църкви и Световния съвет на църквите (по тенденция либерално)
- Евангелистко или евангелско богословие – консервативно по характер и свързано с разбирането на Библията като боговдъхновеното слово на Бог.
- Реформаторско богословие – богословие развито от личностите на Реформацията и тените последователи (Мартин Лутер, Жан Калвин, Улрих Цвингли, Джон Нокс и др.)
- Богословие на освобождението – със социално-икономическа насоченост, породено е от големите икономически неравенства в Южна Америка. Доктрините придобиват не личен а социален аспект.
- Постмодерно богословие – в което основните схващания на богословите са постмодерни
- Феминистко богословие – крайността на това движение твърди, че Бог е в женски род.

## Известни личности
Ранно християнство на Запад
Ириней Лионски (ок. 135 – 202), Тертулиан (ok. 155 – 230), Ориген (182 – 253), Августин (354 – 430), Боеций (ок. 480 – ок. 526)
Ранно християнство на Изток
Григорий Назиански (329 -390), Йоан Златоуст (349 – 407), Василий Велики
Средновековие
Анселм Кентърбърийски (1033 – 1109), Пиер Абелар (1079 – 1142), Бернар от Клерво (1090 – 1153), Бонавентура (1221 – 1274), Тома Аквински (1225 – 1274), Майстер Екхарт (ок. 1260 – ок. 1327), Данте Алигиери (1265 – 1321), Уилям Окам (ок. 1285 – ок. 1347), Еразъм Ротердамски (1466 – 1536)
Реформация
Мартин Лутер (1483 – 1546), Жан Калвин (1509 – 1564)
Протестантство след Реформацията
Джонатан Едуардс (1703 – 1758), Джон Уесли (1703 – 1791)
Католицизъм след Реформацията
Тереза Авилска (1515 – 1582), Хуан Фонтиверовски (1542 – 1591), Блез Паскал (1623 – 1662)
Съвременност
Сьорен Киркегор (1813 – 1855), Карл Ясперс (1883 – 1969), Паул Тилих (1886 – 1965), Карл Барт (1886 – 1968), Райнхолд Нибур (1892 – 1971), Клайв Стейпълс Луис (1898 – 1963), Карл Ранер (1904 – 1984), Йоан Павел II (1920 – 2005)

## Връзка с други науки
Съвременното богословие използва множество достижения на философията, социалните науки, археологията, психологията и т.н. Някои от важните подходи в епистемологията на богословието са:
1. Някои истини научаваме чрез откровение
2. Светът е познаваем, защото Бог ни е създал така, че обективно да го възприемаме
3. Принцип на непротиворечието – две взаимно изключващи се твърдения не могат да са едновременно вярни

Някои от тези 3 подхода не се възприемат от съвременни богослови, но и 3-те са основа на християнското богословие до появата на диалектическото мислене (Хегел, Киркегор и др.)
Предметът на богословието излиза извън сетивния опит на човека и поради това е невъзможно да се говори за Бог без определено схващане за това как Той се саморазкрива. Важно тук е и как получаваме познание за Бога – чрез вяра (фидеизъм), чрез разума (рационализъм), чрез мистична опитност (мистицизъм) или по някакъв друг начин.
Очевидно е, че богословският език изисква да се говори за Бог с антропоморфни термини (човешки качества), но по такъв начин, че да се съзнава разликата между човешкото и божественото. За науката това не е нещо ново, тъй като във всяка наука се използва метафоричен език, който е рабираем за учения. Антропоморфният език е метафоричен в своята същност. Ралзиката между митологията и богословието се състои в това, че в богословието антропоморфният език е нещо осъзнато, така както в съвременната физика например „електронен облак“ се схваща метафорично, а не буквално. По този наичин богословието непрекъснато разширява нашия възглед за Бога, а не ни прави суеверни. (При суеверието метафоричния език се възприема като буквален).
Критиката, отправяна към богословието, че говори измислици, би могла да се приложи към всяка друга наука, което очевидно няма смисъл. Философията и богословието обсъждат изключително общ кръг от проблеми – въпросите около човешкото битие или съществуване, но богословието отива отвъд този кръг и се простира към Първопричината на битието. В такъв смисъл е нездраво да се твърди, че богословието е антипод на философията. Това са взаимно допълващи се дисциплини.
От богословска гледна точка, дори и атеизмът би могъл да се разглежда като религия или религиозна система от възгледи – вярва се, че бог не съществува и че светът е първопричина сам за себе си и има самоорганизираща се същност. За християнския богослов това представлява придаване на материята на божествени (разумни, съзидателни, интелеигентни) атрибути и този вид вяра не е по-малко религиозен от която и да е религия. Това показва, че богословски подход е възможен и по отношение на „отрицателата вяра“. Богословското възприемане на реалността е част от познанието на човечеството, тъй като във всяка форма на познание откриваме богословски въпроси.

## Богословие в България
Християнско богословие
- Софийски университет „Климент Охридски“ – Богословски факултет
- Шуменски университет „Епископ Константин Преславски“ – Факултет по хуманитарни науки (катедра по теология)

Православно богословие:
- Великотърновски университет „Св. св. Кирил и Методий“ – Православен богословски факултет
- Стипендии за православно богословие и иконография на фондация „Покров Богородичен“

Протестантско богословие:
- Висш евангелски богословски институт – факултети в София и Стара Загора (неакредитиран като висше училище)
- Теологичен колеж „Стефан Константинов“ (ЦАСД, София) (неакредитиран като висше училище)

Ислямско богословие
- Висш ислямски институт, София (неакредитиран като висше училище)

### На български език
Догматика и систематично богословие
Православни автори:
- Архимандрит Алипий, Архимандрит Поликарп. Догматическо богословие. Курс от лекции. Изд. Манастир „Свети Вмчк Георги Зограф“, 2003 г.
- Коев, Тотю. Догматическите формулировки на седемте вселенски събора. София, 2011
- Стаматова, Клара. Въведение в Православното догматическо богословие. София, 2007
- Стаматова, Клара. Приложение към Въведение в Православното доматическо богословие. София, 2007

Протестантски автори:
- Ериксън, Милард. Християнско богословие. Изд. Нов човек, София, 2000 г. Обем: 1216 стр.
- Райри, Чарлз. Основно богословие. Изд. Верен, София, 1997 г.
- Пакър, Джеймс И. Познаването на Бога. Изд. Нов човек, София, 1993 г.

Християнска философия и апологетика
- Паскал, Блез. Мисли. Изд. Наука и изкуство, 1978 г.
- МакДауел, Джош. Доказателства, които изискват присъда. Изд. Нов човек, София, 2004 г.

Църковна история
Православни автори:
- Коев, Тотю; Бакалов, Георги. Християнството в миналото и днес. Изд. Български бестселър – ISBN 954-463-010-4
- Малицки, П. И. История на християнската Църква. Т. 1 – 2. С., 1994; 3 изд. 2001.
- Поснов, М. Е. История христианской Церкви (до разделения Церквей – 1054) Архив на оригинала от 2007-11-11 в Wayback Machine.. Киев, 1991; (български превод – История на християнската Църква. До разделението на църквите. Т. 1 – 3. С., 1995) – до разделението на църквите през 1054 г.
- Болотов, В. В. Лекции по истории древней Церкви Архив на оригинала от 2016-03-05 в Wayback Machine.. Т. 1 – 4. М., 1994;
- Асмус, Валентин, прот. Лекции по история Церкви Архив на оригинала от 2012-01-18 в Wayback Machine.. – до IX век.

Католически автори:
- О'Колинс, Джерал; Фаруджа, Марио. Католицизмът – История на католическото християнство. Изд. Захарий Стоянов – ISBN 954-739-660-9

Протестантски автори:
- Голубич, М. История на християнската църква: от I до XX век. Изд. Нов Живот, София, 1999 г. – ISBN 954-719-040-7

Сравнително религиознание
- Фрейзър, Джеймс. Златната клонка. Изд. на отечествения фронт, София, 1984 г. (Frazer, James George.The Golden Bough. A Study in Magic And Religion. Macmillan & Co., Ltd., London, 1923)

Книга с богат фактологичен материал по сравнително религиознание. Методологията в нея се счита за вече остаряла, но е полезна като енциклопедия и класификация на религиозните вярвания по света. Българското издание е съкратено тъй като явно не е отговаряло на епохата на времето в което е издадено. Авторът е антрополог със сравнително либерални богословски възгледи. В оригинала личи доста по-различно и по-консервативно мнение на автора отколкото в българското издание, което е използвано от атеистичната пропаганда.
- Фрейзър, Джеймс. Фолклорът в Стария завет. Изд. на отечествения фронт, София, 1989 г. (Frazer, James George. Folklore in the Old Testament. Studies in Comparative Religion. Legend and Law. Macmillan & Co., Ltd., London, 1923)

Справочна литература
- проф. д.ф.н. Радев, Ради. Религиите. Кратък речник. Изд. фондация „Минерва“, София, 1994 г.

Речникът покрива основни термини и известни личности в християнството, исляма и будизма.
- Owen, W. Stuard; проф. протопрезв. Шиваров, Николай. Речник на библейските символи. Изд. Нов човек, София, 1992 г.
- Библейски речник. Изд. Нов човек. София, 1994 г.
- Петков, Тодор. Пътеводител на духовните общности в България. Изд. къща „Литавара“, София, 1998 г.

### На чужди езици
Справочна литература
На английски език:
- Strong, James, S.T.D., LL.D. Strong's Exhaustive Concordance of The Bible. Brief Dictionaries of the Hebrew and Greek words of the original with references to English words.Word Publishing.

Това е най-известният конкорданс (симфония, показалец на думите), който съдържа списък с всички думи от Библията на крал Джеймс – в кои стихове се срещат. Срещу всеки откъс от стих има номер по който може да се види употребата на думата в Библията и как е преведена на други места, какъв е корена и ак се прозинася. Това помагало е полезно за хора, които са начинаещи в Библейските езици и е едно първо стъпало за по-добро тълкувание на Библейския текст. Съществуват издания на библията с номера на думите в речника в този конкорданс.
- Ed. Alexander, David; Alexander, Pat. The Lion Handbook to the Bible. Lion Publishing, 1973, England.